# József Vágó
József Vágó (ur. 30 czerwca 1906, zm. 26 sierpnia 1945) – węgierski piłkarz występujący na pozycji obrońcy. Grał w drużynie Bocskai FC. Były reprezentant Węgier i uczestnik mistrzostw świata 1934.